# Lutnes ornaticornis
Lutnes ornaticornis är en stekelart som beskrevs av Peter Cameron 1884.
Lutnes ornaticornis ingår i släktet Lutnes och familjen hoppglanssteklar. Artens utbredningsområde är Panama. Inga underarter finns listade i Catalogue of Life.